# 乳源瑶族自治县
乳源瑶族自治县是中国广东省韶关市下辖的一个自治县，地处广东省北部，韶关市西部，县城距韶关市区36公里，县境与曲江、英德、阳山、乐昌和湖南省宜章等县、市接壤， 是廣東省3個少數民族自治縣之一。是廣東省直管縣財政改革試點。

## 历史
古時期，乳源屬地稱“百越（粵）地”，夏、商、周朝代隸屬揚州（古九州之一——江南曰揚州，揚州是當時地理區劃的泛稱）境內，區域為荒服（在離國都2500裏之外的五等地帶，古劃分“五服”，稱侯服、甸服、綏服、要服、荒服），為乳源有載史以來的地域之始；春秋戰國時期，隸屬楚國；秦朝，隸屬南海郡。 
漢代，乳源先後於西漢朝時期隸屬南越國、東漢時期隸屬荊州桂陽郡管轄，為曲江縣地。東漢時期，曲江縣地境內開通通往中原、連接海陸的西京古道（今乳源大橋仍保留有較完整古道）。三國時期，甘露元年（265年）置始興郡，地屬始興。 
三國和西、東晉時期，史載乳源為曲江縣地隸屬始興郡，一直相沿因襲至南朝，梁、陳時期為曲江、梁化縣地。 
隋、唐、五代十國，隋開皇十八年（598年）記載為曲江、樂昌縣地，先後隸屬廣州總管韶州、嶺南道韶州、南漢韶州。 
原属曲江、乐昌，南宋乾道三年（公元1167年）劃曲江西境乳源鄉4裏，崇信鄉8裏；樂昌南境新興（依化）鄉3裏，共3鄉15裏置乳源縣，隸轄廣南東路韶州。 
乳源历史悠久，因县北丰岗岭溶洞产钟乳，穴中源泉流出而得名。乳源宋朝时属韶州府，元、明、清相沿袭，民国属南韶连道—广东省第二行政督察公署。中华人民共和国成立后属韶关地区，1963年10月经国务院批准成立乳源瑶族自治县，为广东省三个少数民族自治县之一。乳源是历史上瑶族的故居和集散地之一。

## 人口
2017年底，乳源瑶族自治县的户籍人口22.66万人，其中：乡村人口15.36万，瑶族人口2.44万。
根據第七次全国人口普查數據，截至2020年11月1日零時，乳源瑤族自治縣常住人口為187276人。

## 行政区划
乳源瑶族自治县下辖9个镇：
乳城镇、一六镇、桂头镇、洛阳镇、大布镇、大桥镇、东坪镇、游溪镇、必背镇、天井山林场和乳阳林业局。

## 交通
- 京港澳高速、 乐广高速 、 韶关北环高速、 240国道、 323国道过境。

## 旅游
- 乳源大峡谷
- 云门寺
- 必背瑶寨
- 通天箩
- 南岭国家森林公园
- 南水水库

## 特产
- 乳源彩石：国家地理标志产品。